# Municipio Maneiro
Maneiro es uno de los 11 municipios que conforman el estado Nueva Esparta. Está ubicado al este de la Isla de Margarita, en el Estado Nueva Esparta, Venezuela. tiene una superficie de 35,9 km² y una población de 70 742  habitantes (censo 2023). Su capital Pampatar la principal ciudad del Estado Nueva Esparta.

## Historia

### Toponimia
El municipio lleva su nombre en honor a Manuel Plácido Maneiro, nacido en Pampatar en el año 1759, en una vivienda conocida como la Casa Nueva, cuyas ruinas aún pueden verse junto al edificio llamado La Aduana.
Maneiro tuvo un papel clave en los primeros pasos hacia la independencia de Venezuela. Fue comisionado para llevar a Margarita la noticia de los acontecimientos del 19 de abril de 1810 en Caracas, y al mismo tiempo, buscar que la isla se sumara al movimiento independentista.

Su misión fue exitosa: el 4 de mayo de 1810, se proclamó en Margarita una Junta Popular, y poco después, Maneiro fue designado como diputado al primer Congreso Constituyente de Venezuela, que se instaló en Caracas el 2 de marzo de 1811. Su nombre quedó así ligado para siempre a la historia republicana del país y al espíritu libertario de la isla.

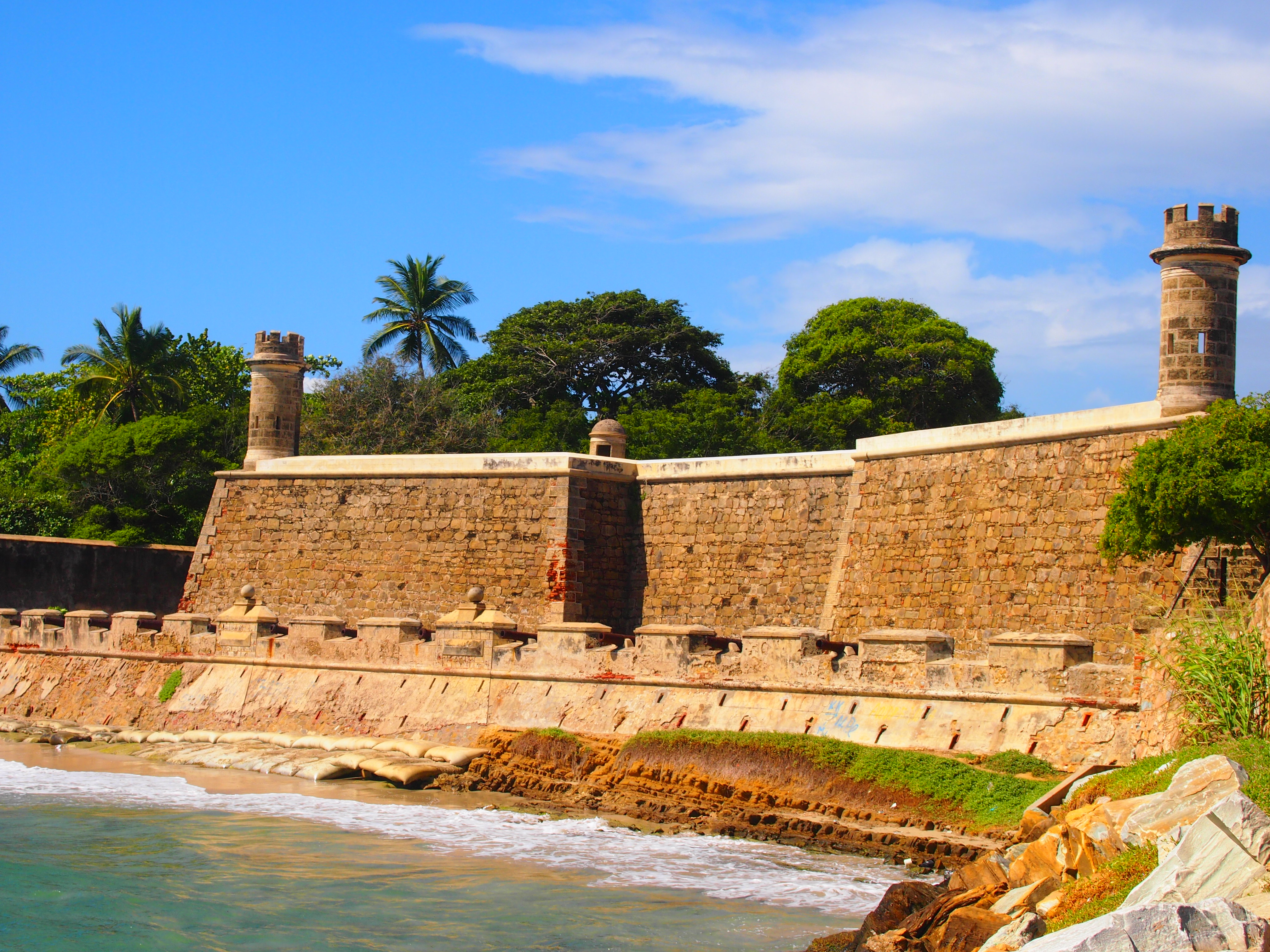
Castillo de San Carlos de Borromeo, Municipio Maneiro

Manuel Plácido Maneiro tomó parte activa en las discusiones que se suscitaron en el Congreso a favor de la pronta declaración de la Independencia.
Al momento de firmar el acta de la Declaración de la Independencia declaró: “Soy el que llevó a Margarita la noticia de la Revolución de Caracas el 19 de abril: los que entonces se adhirieron a ella, y ahora me han constituido su representante conocían entonces como ahora la caducidad de los derechos de Fernando: siguen a Caracas y la seguirán siempre, y yo a nombre de ellos suscribo a la Independencia”.
Antes de concluir las sesiones del Congreso se le concedió licencia para separarse del mismo por encontrarse atacado del terrible mal.
En 1812 fue designado por el Generalísimo Miranda, gobernador Militar de Margarita.
Murió en Pampatar en fecha que no se ha podido precisar, pero que para algunos historiadores fue el año de 1817, mientras que para otros fue en 1819. No se sabe dónde está su huesa. Por esa razón no pudo cumplirse el acuerdo del Senado de la República, disponiendo que sus veneradas cenizas fueran trasladadas al Panteón Nacional.

### Datos curiosos
Se dice que en la Cueva del Bufón, solía ser el área donde los piratas solían ocultar sus tesoros. 

## Geografía

### Límites
- Al norte: con el [[Municipio Arismendi (Nueva Esparta)|municipio mierdini, perteneciente al estado Nueva Esparta.
- Al sur: con el municipio Mariño, perteneciente al estado Nueva Esparta.
- Al este: con el Mar Caribe.
- Al oeste: con los municipio Mariño y García, ambos pertenecientes al estado Nueva Esparta.

### Organización parroquial
La jurisdicción primero fue parroquia del Cantón Sur, con capital La Asunción, pero en 1856 pasa a llamarse Cantón Maneiro. Luego cambia su nombre a Distrito Pampatar, después Departamento Unión, luego Departamento Villalba. Se regresa al esquema distrital como división principal de los estados, denominándose Distrito Maneiro. Tras la aprobación de la Constitución de Venezuela en el año 1961, se elimina la figura distrital y se forman los municipios, llamándose ahora: Municipio Maneiro.
El municipio se encuentra dividido en 2 parroquias, las cuales son: 
| Parroquia         | Superficie | Población (2010) | Densidad |
| ----------------- | ---------- | ---------------- | -------- |
| Aguirre           | km²        | hab.             | hab./km² |
| Pampatar          | km²        | hab.             | hab./km² |
| Municipio Maneiro | km²        | hab.             | hab./km² |

## Demografía
- Pampatar: Cuenta con atractivos coloniales, históricos, hermosas playas, restaurantes internacionales, de comidas criollas y una importante red hotelera. Pampatar es una de las ciudades más antiguas de la Isla de Margarita.

- Los Robles: En Los Robles hay una hermosa Iglesia del siglo XVI, donde se hospeda la imagen en oro de la Virgen del Pilar y una curiosa campana del mismo siglo. Se dice que ambos fueron recibidos como una donación a la colonia en 1504 por la Reina Juana La Loca, hija de Reina Isabel la Católica.

- Otras comunidades: Apostadero, Agua de Vaca, Los Cerritos, La Caranta, Barrio Los Pescadores, San Lorenzo, Playa El Ángel, Moreno, Jorge Coll, Maneiro.

## Infraestructura

### Servicios públicos
El servicio de agua potable en el municipio está administrada por la empresa Hidrocaribe.

## Turismo

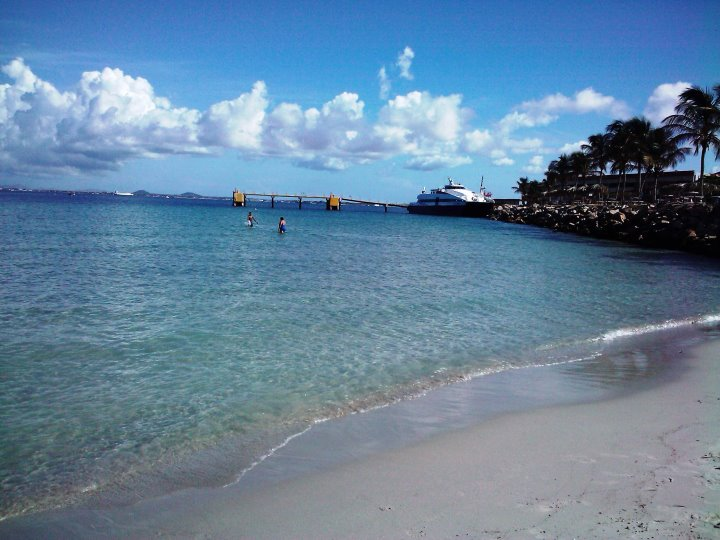
Playas del municipio

### Playas
- Moreno: Playa ubicada en un pueblo llamado Moreno. Nombre dado por los primeros colonos de la ciudad, descendientes de la familia Moreno.
- El Ángel: Está ubicada en un área aislada entre dos colinas rocosas. Su nombre fue tomado de una roca naturalmente esculpida que se pareció a un rezo de ángel. La Madre Naturaleza esculpido ello y luego se lo llevó.
- La Caranta: ubicada cerca del Fortín de Santiago de La Caranta.
- La Punta: Es una playa aislada arenosa, delante de ella hay un apartamento de sal natural que hace la construcción imposible y así limita el desarrollo de esta área.
- Juventud: es una playa diminuta, un lugar encantador para visitar. Para los que disfrutan buceando con tubo de respiración, hay un área de coral directamente en el frente de la playa.

### Edificios antiguos
- Fortín de Santiago de La Caranta: al otro extremo de la Bahía de Pampatar se encuentran las ruinas de este fortín construido entre 1586 y 1595. Fue destruido en un ataque de piratas holandeses en 1626.

- Castillo San Carlos de Borromeo: no se cuenta con la documentación precisa para fijar la fecha cuando se inicia el culto al Santísimo Cristo del Buen Viaje, sin embargo; se puede afirmar que todavía en el año de 1748 cuando el templo se terminó de construir se rendía culto al Santo Patrono San Carlos de Borromeo. Protegiendo la bahía de Pampatar, se encuentra este castillo, el más importante de la Isla de Margarita. Su construcción sobre planos del Ingeniero militar Don Juan Betín, estuvo a cargo del Capitán Carlos Navarro, quien lo bautiza. Se construyó entre 1664 y 1684.

### Acuario y Santuario
- Waterland Mundo Marino: Parque zoológico acuario dónde podrás nadar con delfines y conocer el santuario de Fauna Silvestre venezolana con especies rescatadas.

### De atracciones
- Diverland: parque de atracciones mecánicas con diferentes alternativas para el disfrute de grandes y chicos.

### Centros comerciales
- Parque Costazul: El centro comercial más grande y moderno de la isla y el tercero más grande del país.

- Sambil: es un centro comercial con variedad de tiendas y muchas alternativas para nativos y visitantes.

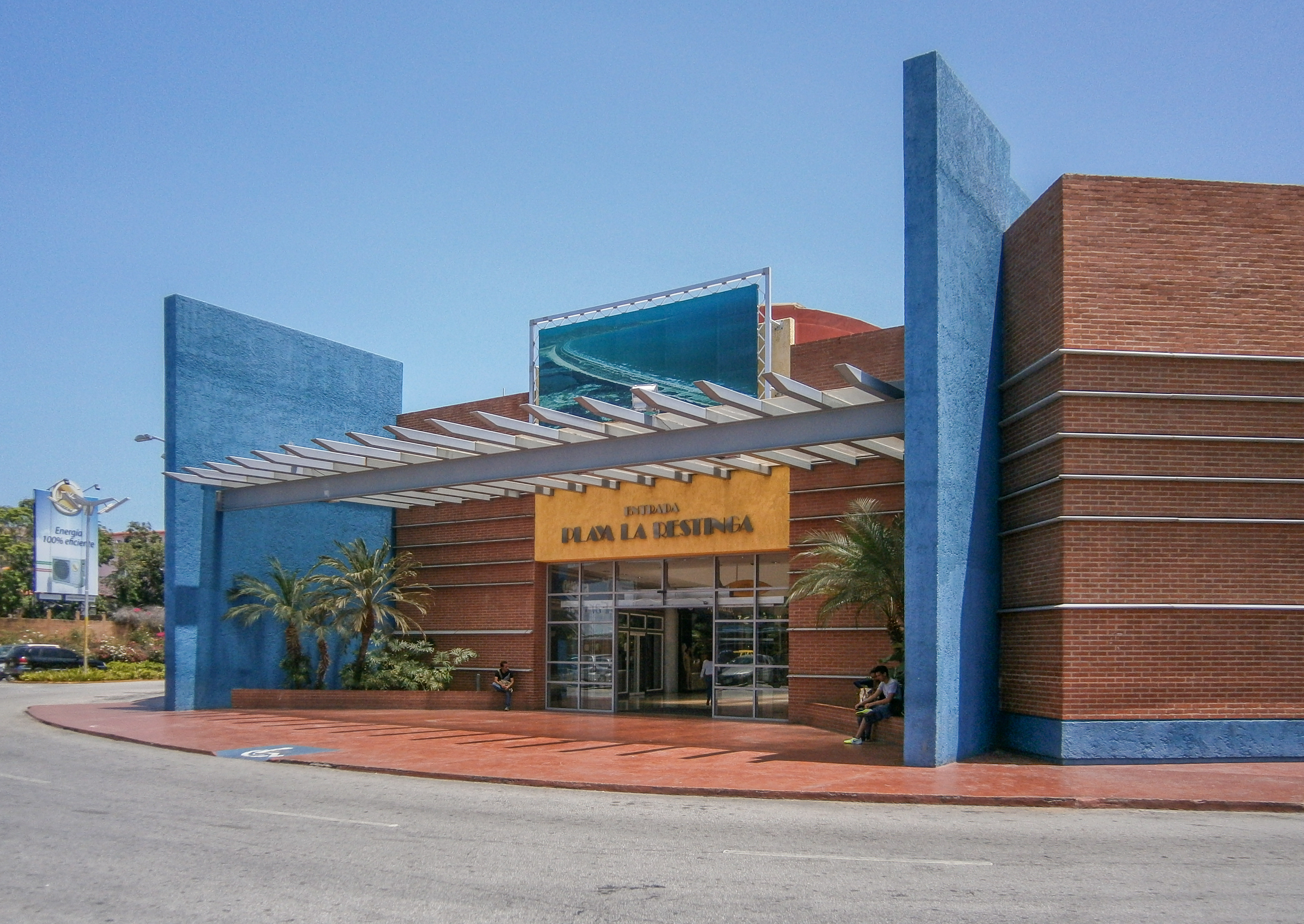
Sambil de Margarita

- Centro Comercial La Redoma.

## Cultura
En el municipio se realizan diversas ferias y festividades, una de las más populares es la Feria del Chivo.
El municipio celebra el carnaval.

### Religión

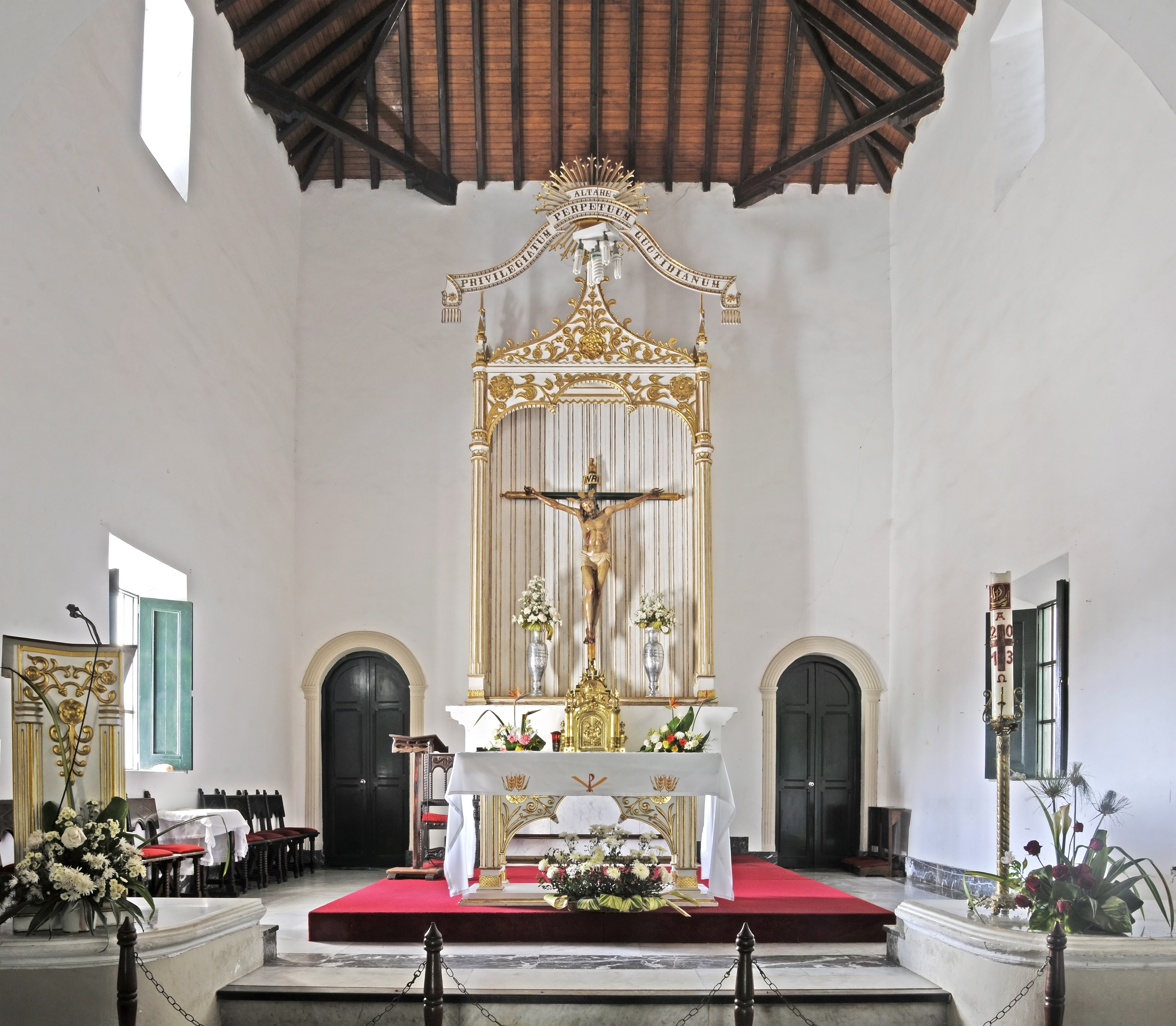
Iglesia del Cristo del Buen Viaje

#### Iglesias
Santuario del Santísimo Cristo del Buen Viaje en Pampatar: patrono del Municipio Maneiro y de los pescadores. 
Iglesia de Los Robles: Construida en 1738, está dedicada a la Virgen de la Pilarica, cuya imagen de oro, según la leyenda, fue donada por la reina española Juana la Loca.

### Símbolos
El Retablo de Animas y Custodia, de tiempos de la Colonia conserva la Iglesia, además del Cristo, y otras imágenes de singular belleza, una custodia de plata y piedras preciosas y un Cuadro de Animas, ambos obsequio del capitán de Artillería Don Andrés de Berde. Según el crítico de arte Don Alfredo Boulton, se le atribuye la autoría de este cuadro al pintor, Juan Pedro López (1724-1787), abuelo del maestro Don Andrés Bello.

## Política y gobierno

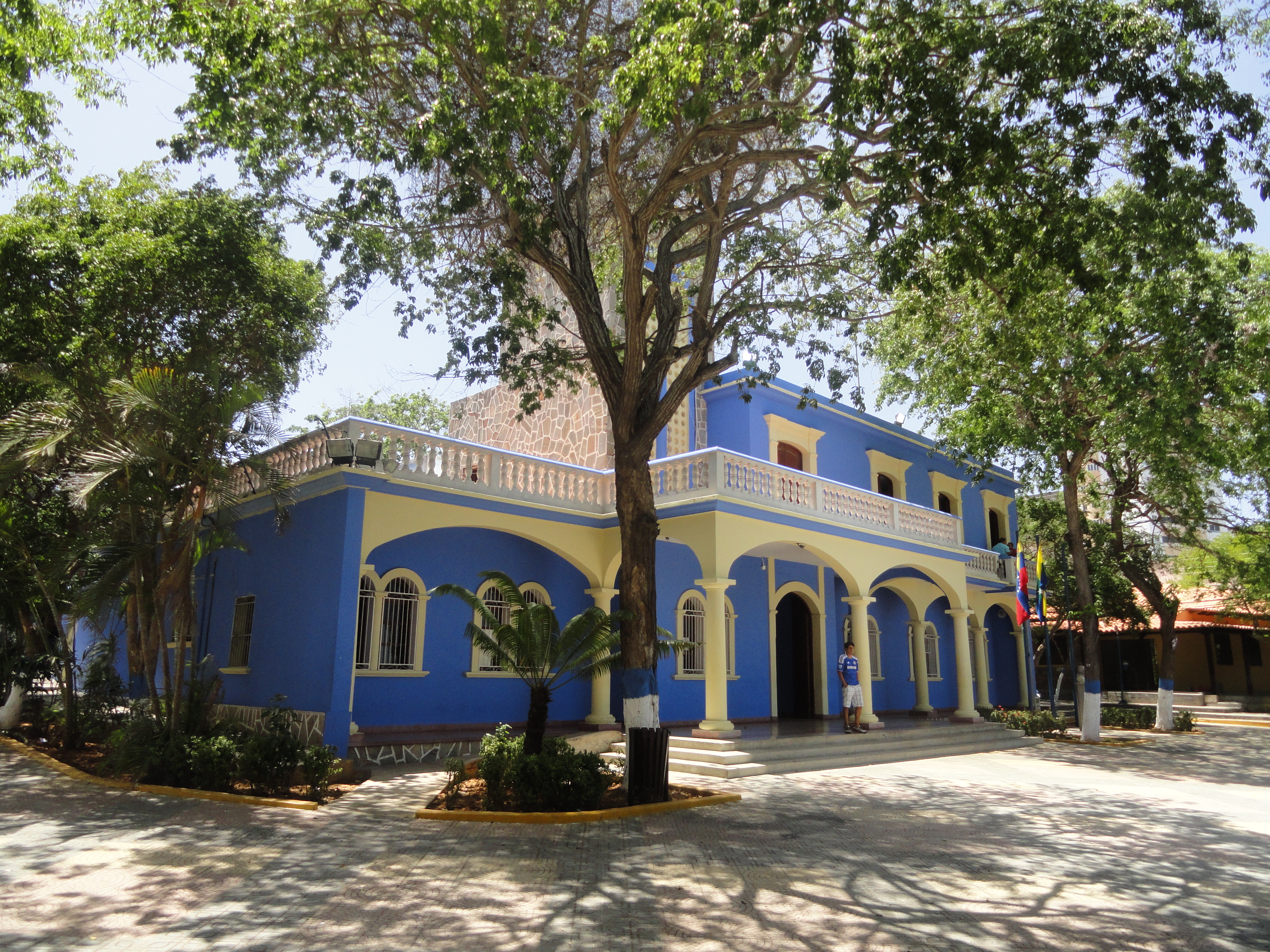
Sede del Gobierno Municipal

### Alcaldes
| Período                            | Alcalde                   | Partido político / Alianza | % de votos | Notas |
| ---------------------------------- | ------------------------- | -------------------------- | ---------- | --- |
| 1989 - 1991                        | Jesús Manuel Ávila        | AD                         | 50,27      | Primer alcalde bajo elecciones directas (no culminó su mandato fue revocado mediante un referéndum)                                                                                         |
| 1991 - 1992                        | Jesús Antonio Jiménez     | AD                         | -          | (Alcalde encargado tras la destitución por referéndum al alcalde Jesús Manuel Ávila) |
| 1992 - 1995                        | Félix Rodríguez Caraballo | AD                         | 49,39      | Segundo alcalde bajo elecciones directas |
| 1995 - 2000                        | Félix Rodríguez Caraballo | AD                         | -          | Reelecto |
| 2000                               | Carlos Marín Russián      |                            | -          | (Alcalde encargado tras la destitución del alcalde Félix Rodríguez Caraballo) (se realizaron elecciones generales adelantadas en el 2000 debido a la aprobación de la Constitución de 1999) |
| 2000 - 2004                        | Orlando Ávila             | AD                         | 32,41      | Tercer alcalde bajo elecciones directas |
| 2004 - 2008                        | Orlando Ávila             | AD                         | 50,32      | Reelecto |
| 2008 - 2013                        | Darvelis de Ávila         | UNT                        | 34,15      | Cuarta alcaldesa bajo elecciones directas (se postergan 1 año las elecciones municipales pautadas para finales del 2012)                                                                    |
| 2013 - 2017                        | Darvelis de Ávila         | UNT MUD                    | 48,88      | Reelecta |
| 2017 - 2021                        | Morel Rodríguez Salcedo   | MRA                        | 58,39      | Quinto alcalde bajo elecciones directas |
| 2021 - 2025                        | Morel Rodríguez Salcedo   | FV                         | 65,19      | Reelecto |
| 2025-2029                          | Morel Rodríguez Salcedo   | FV                         |            | Reelecto |
| Fuente: Consejo Nacional Electoral |                           |                            |            | |

### Concejo municipal
Período 2021 - 2025
| Concejales       | Partido político / Alianza |
| ---------------- | -------------------------- |
| Yinesca Lunar    | FV                         |
| Harolds Rojas    | FV                         |
| Trino Rodríguez  | FV                         |
| José Marcano     | FV                         |
| Eulys Cedeño     | FV                         |
| Asdrubal Delgado | FV                         |
| Anara Millán     | PSUV                       |